# جون كالاهان (لاعب كرة قاعدة أمريكي)
جون كالاهان (بالإنجليزية: John Callahan)‏ هو لاعب كرة قاعدة أمريكي، ولد في 3 أكتوبر 1874 في فري بورت في الولايات المتحدة، وتوفي في 15 فبراير 1954 في أوكلاهوما سيتي في الولايات المتحدة.

## وصلات خارجية
- جون كالاهان (لاعب كرة قاعدة أمريكي) على موقعبيزبول رفرنس.كوم (الدوري الرئيسي) (الإنجليزية)
- جون كالاهان (لاعب كرة قاعدة أمريكي) على موقعبيزبول رفرنس.كوم (الدوري الثانوي) (الإنجليزية)